# 宮地海人
宮地 海人（みやち かいと、12月30日 - ）は、日本の男性声優、俳優。北海道出身。EARLY WING所属。

## 略歴
2023年8月10日よりEARLY WING準所属となる。

## 人物
趣味・特技はピアノ、動画編集、DIY、ドライブ、ランニング、お菓子作り、サッカー観戦、アクロバット。

## 出演
太字はメインキャラクター。

### テレビアニメ
2019年
- KING OF PRISM-shiny seven stars-
- 逆転裁判 season2

2020年
- TVアニメ「22/7(ナナブンノニジュウニ)」
- ARP Backstage Pass

2025年
- 妖怪学校の先生はじめました!（生梅）

### 劇場アニメ
2019年
- 劇場版 冴えない彼女の育てかたFine

### オリジナルアニメ
- パレットに群青を 君に憧憬を（一ノ瀬 蛍[3]）

### ゲーム
2023年
- コードジェム（平顕忠）

2025年
- 9 R.I.P. sequel（鈴嶋拓海）

### ボイスコミック
- You are my shining star-あなたは私の煌く星-（2023年、リチャード[6]）

### 吹き替え
- アフター・ワールド2020（ミッチ）

### 舞台
- ミュージカル「卓球★ウォーズ2023」（2023年7月2日～7月4日、浅草花劇場） - ハルマ役[7]
- 朗読劇「Voice Works Tokyo」第16回公演 大江戸ラプソディ（2023年7月26日～7月30日、BASE THEATER[8]）
- GEKIDANOBUJE「ロミオとジュリエット～悲しい愛の物語～」（2023年8月23日～8月27日、新宿シアターモリエール） - ロミオ役[9]
- 第四回勢いありすぎーず朗読劇（2023年10月20日～10月22日、新宿シアターモリエール） - 須藤孝斗役[10]

### その他出演
- テイルズ オブ フェスティバル2019（2019年6月15日～6月16日、横浜アリーナ）